# Templo de las Máscaras
El Templo de las Máscaras también llamado Templo II, y denominado por los arqueólogos como la estructura 5D-2 de Tikal, es un templo funerario-ceremonial construido en el 700 d. C. por la civilización maya. Se encuentra en la ciudad más grande del período clásico, Tikal, situada en la región de Petén en el norte de Guatemala. El Templo II fue construido por el rey Jasaw Chan K'awiil I en honor a su esposa, Kalajuun Une' Mo' cuyo nombre significa “Doce colas de guacamaya” , también fue importante por ser la madre del heredero de Jasaw Chan K'awill I.  De hecho, su hijo Yik'in Chan K'awiil supervisó la finalización del Templo II cuando se convirtió en rey.

## Historia
El templo fue construido bajo el mandato del gobernante maya Hasaw Cha'an Kawil también conocido como Ah Cacao y sirvió de monumento a su esposa «Kalajuun Une' Mo'», cuyo nombre significa "Doce colas de guacamaya", también fue importante por ser la madre del heredero de «Jasaw Chan K'awill I». De hecho, su hijo «Yik'in Chan K'awiil» supervisó la finalización del Templo II cuando se convirtió en rey. "Doce colas de Guacamaya", cuyo retrato se plasmaba en un dintel de la parte superior del templo. El dintel se conserva en el Museo de Historia Natural de Nueva York. El templo se utilizaba para diversas ceremonias rituales. Se denomina «Templo de las Máscaras» debido a las dos máscaras que flanquean la escalera central. No ha sido hallada en su interior ninguna tumba o enterramiento.

### Redescubrimiento

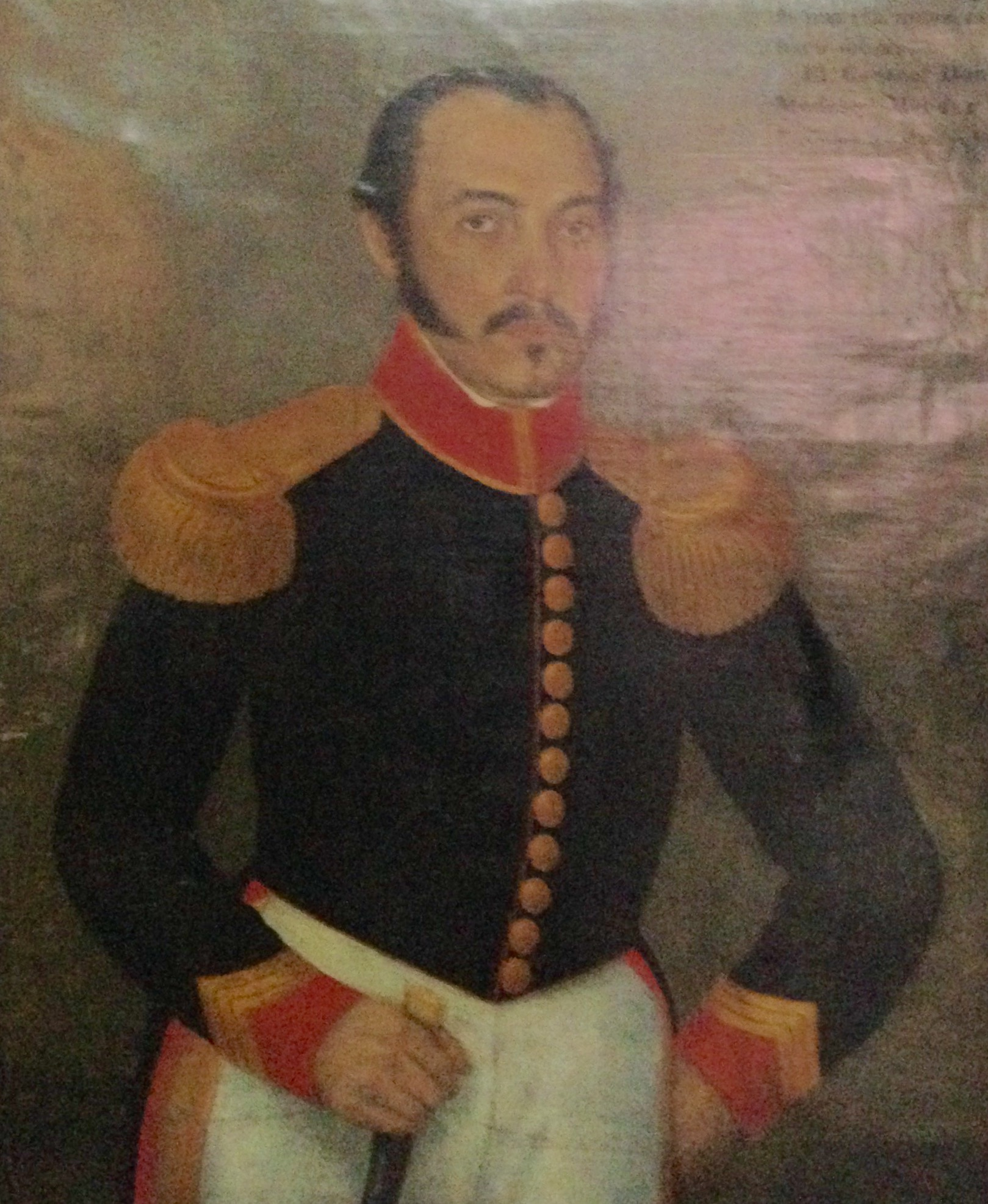
Modesto Méndez, gobernador de Petén que descubrió las ruinas de Tikal en 1848, en su uniforme militar
Museo Nacional de Historia de Guatemala

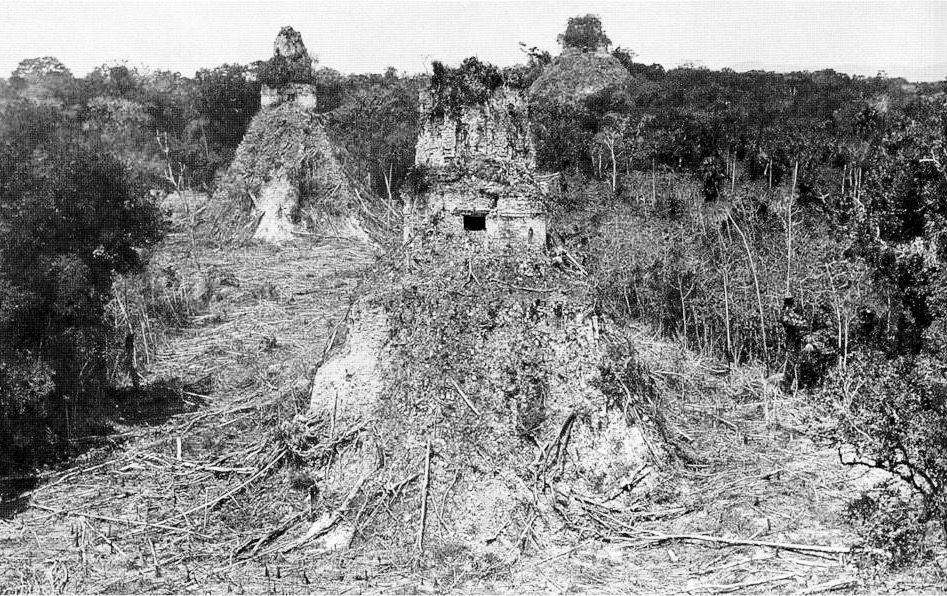
Primeras fotografías de Tikal tomadas por Alfred Percival Maudslay en 1882. El Templo de las Máscaras se observa al fondo de la imagen.

Aparentemente la población de la región nunca se olvidó de Tikal y, en la década de 1840, guiaron expediciones guatemaltecas a las ruinas. Algunos relatos de segunda o tercera mano de Tikal aparecieron en prensa, a partir del siglo xvii y fueron seguidos por los escritos de John Lloyd Stephens, en el siglo xix, quien durante sus viajes en Guatemala y Yucatán entre 1839 y 1840 junto con el ilustrador Frederick Catherwood escuchó rumores de una ciudad perdida, con edificios blancos, cuyas partes superiores dominaban la selva.
Debido a la lejanía del sitio, ningún explorador visitó las ruinas de Tikal hasta que Modesto Méndez y Ambrosio Tut, respectivamente el corregidor y el gobernador de Petén, las visitaron en 1848, junto con Vicente Díaz, Bernabé Castellanos y el maestro Eusebio Lara, quien los acompañó, para elaborar las primeras ilustraciones de los monumentos.  En el último párrafo del informe que remitió al gobierno de Carrera, escribió: «Yo debo de cumplir con mi deber, pues me sería sensible que otros curiosos extranjeros vengan a dar publicidad a todos los objetos que estoy viendo y palpando. Vengan en hora buena esos viajeros con mayores posibilidades y facultades intelectuales, hagan excavaciones al pie de las estatuas, rompan los palacios y saquen las curiosidades y tesoros que no podrán llevar, jamás, sin el debido permiso; pero nunca podrán nulificar, ni eclipsar el lugar que me corresponde, al haber sido el primero en descubrir estas ruinas; sin gravar los fondos públicos, les abrí camino, y tuve el honor de comunicar al supremo gobierno de la república, cuanto interesante y superior se encuentra en la capital de este imperio; sin miras de interés personal o particular, únicamente satisfecho y persuadido que mi persona y cortos bienes pertenecen a la patria, al gobierno y a mis hijos».
En 1853, tras la publicación del diario de Méndez en la Gaceta de Guatemala, se dio a conocer el redescubrimiento a la comunidad científica, mediante una publicación de la Academia de Ciencias de Berlín.>
A finales del siglo xix y principios del siglo xx, varias otras expediciones siguieron, para profundizar las investigaciones, incluyendo la expedición de Alfred P. Maudslay en 1881-82 y los arqueólogos pioneros comenzaron a limpiar, dibujar mapas y registrar las ruinas, en la década de 1880.
En 1951, una pequeña pista de aterrizaje fue construida cerca de las ruinas, a las que previamente sólo se podía acceder tras un viaje de varios días por la selva, a pie, o en mulas.

## Arquitectura
- Ubicación: Situado al oeste en la Gran Plaza de Tikal.
- Altura: 38 metros y su altura original habría sido más cercana a los 42 metros.
- Forma: piramidal, con 4 terrazas o plataformas, una escalera de 10,4 metros que recorre desde la base hasta la cima y escaleras de servicio en los laterales. La base de la pirámide mide 37,6 por 41 metros cubriendo una superficie de 1,542 metros cuadrados.
- Tres estancias en el santuario superior.
- En la decoración exterior destacan estelas con altares.

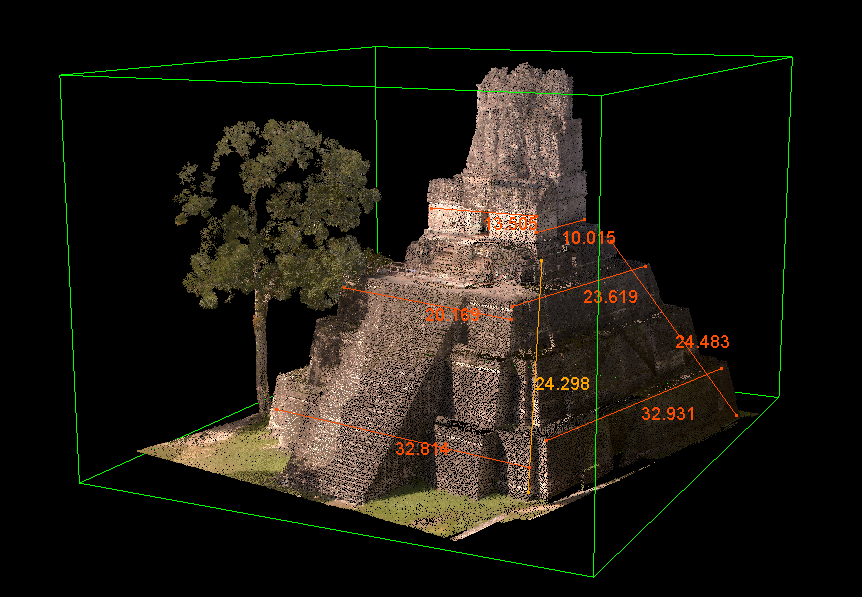
Proyección mediante escaneo láser del Templo II.

## Conservación

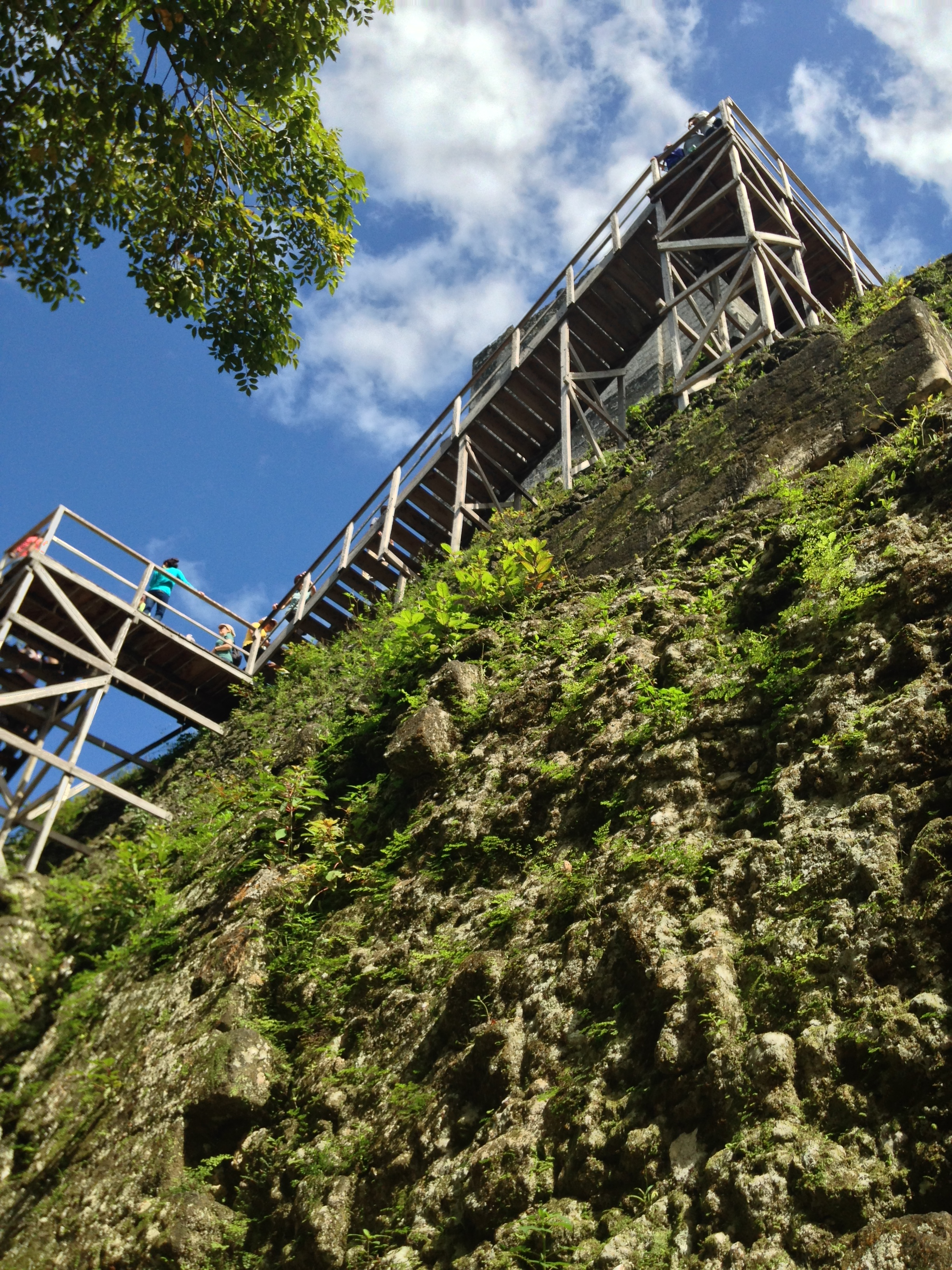
Vista de la escalera de madera que se instaló para subir al templo II. Diciembre de 2015.

Su estado de conservación es bueno, y está restaurado parcialmente, lo cual se realizó principalmente, durante la década de 1960 por parte del Museo de la Universidad de Pensilvania, por lo que es posible acceder hasta la crestería del templo por unas pasarelas de madera y desde allí contemplar el Templo del Gran Jaguar y las acrópolis central y norte.
En 1956, el proyecto Tikal comenzó a dibujar mapas de la ciudad, en una escala nunca antes vista en la región maya.  De 1956, a 1970, excavaciones arqueológicas importantes fueron realizadas por el Proyecto Tikal de la Universidad de Pensilvania; levantaron mapas de la mayor parte del sitio y excavaron y restauraron varias estructuras. De 1957 a 1969, las excavaciones dirigidas por Edwin M. Shook y más tarde por William R. Coe, de la Universidad de Pensilvania; los trabajos se enfocaron en la Acrópolis Norte y la Plaza Central.